# Yaoundé Université Club
Le Yaoundé Université Club est un club omnisports camerounais basé à Yaoundé.

## Basket-ball
Le Yaoundé Université Club est champion du Cameroun en 1971.

## Rugby à XV
Le Yaoundé Université Club est champion du Cameroun en 1998, 2000 et 2008 et vice-champion du Cameroun en 2018.